# Georgi Rajkov
Georgi Petkov Rajkov (bulharsky Георги Петков Райков  18. října 1953 Sofie, Bulharsko – 12. srpna 2006 Koprivšica, Bulharsko) byl bulharský zápasník, reprezentant v zápase řecko-římském.
V roce 1980 na olympijských hrách v Moskvě v kategorii do 100 kg vybojoval zlatou medaili. V roce 1977 vybojoval bronz, v roce 1978 a 1979 stříbro na mistrovství světa. V roce 1977 a 1978 vybojoval stříbro a v roce 1980 zlato na mistrovství Evropy.